# Брежанска котловина
Брежанската котловина е котловина (долинно разширение) в Югозападна България, област Благоевград, в поречието на река Струма.
Котловината е разположена между най-северозападните ридове на Пирин. Започва своето развитие в началото на стария терциер и се запълва главно с палеогенни седименти, в които се съдаржат пластове от доброкачествени кафяви въглища. окончателното ѝ оформяне става през кватернера. Климатът е преходно-континентален. Oтводнява се от Брежанска река, ляв приток на река Струма. Почвите са плитки, предимно излужени канелени горски. Развива се въгледобива, тютюнопроизводството и овцевъдство.
Единственото населено място е село Брежани.

## Топографска карта
- Лист от карта K-34-83. Мащаб: 1 : 100 000.